# Oenopota rugulata
Oenopota rugulata är en snäckart som först beskrevs av Franz Hermann Troschel 1866.  Oenopota rugulata ingår i släktet Oenopota, och familjen Turridae. Arten har ej påträffats i Sverige.